# Tour de France 1984
Le Tour de France 1984 est la 71e édition du Tour de France, course cycliste qui s'est déroulée du 29 juin au 22 juillet 1984 sur 23 étapes pour 4 020,9 km. Le départ du Tour a lieu à Montreuil ; l'arrivée se juge aux Champs-Élysées à Paris. Le Français Laurent Fignon remporte pour la seconde fois l'épreuve, devant son compatriote et rival Bernard Hinault et l'Américain Greg LeMond, relégués tous les deux à plus de dix minutes au général.

## Généralités
- Le départ du Tour a lieu à Montreuil, l'arrivée finale se juge aux Champs-Élysées à Paris.
- 17 formations de dix coureurs prennent le départ. Seules 2 formations arriveront complètes à Paris.
- Laurent Fignon remporte l'épreuve pour la seconde fois. Il gagne en outre cinq étapes et le contre-la-montre par équipe.
- Bernard Hinault absent du Tour de France 1983 est de retour sur l'épreuve. Il gagne le Prologue et finit second au classement général.
- L'équipe Renault-Elf de Cyrille Guimard domine la course avec la victoire finale pour Laurent Fignon (et sept jours en jaune), dix étapes gagnées et les douze jours en jaune de Vincent Barteau.
- Pour la première fois un Américain, Greg LeMond, monte sur le podium.
- Luis Herrera est le premier coureur colombien à remporter une étape (à l'Alpe d'Huez).
- La 21e étape Crans-Montana - Villefranche-en-Beaujolais est la dernière étape dans l'histoire du Tour de France à comptabiliser plus de trois cents kilomètres de course le même jour.
- Moyenne du vainqueur : 35,882 km/h.
- Du 30 juin au 22 juillet est couru un Tour de France féminin, précédant les coureurs masculins sur le même parcours, mais au kilométrage d'étape réduit. Il durera jusqu'en 1989 et sera repris sous le nom de Tour de France Femmes à partir de 2022, partant de Paris le jour de l'arrivée du Tour de France masculin.

## Résumé de la course

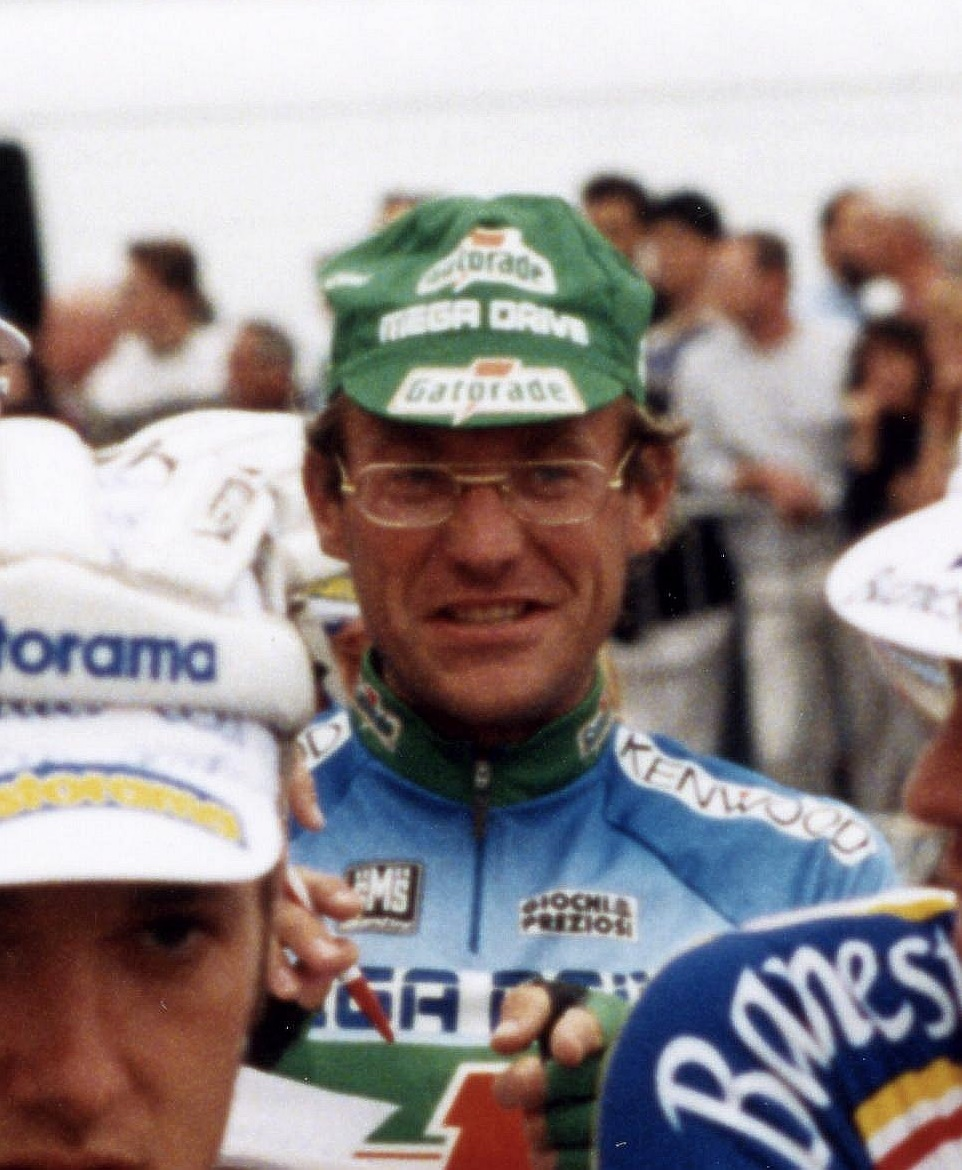
Laurent Fignon, le vainqueur de la course pour la deuxième fois consécutive.

Face à un Bernard Hinault comme principal adversaire, Laurent Fignon confirme sa victoire de 1983. Il cantonne Hinault dans un rôle d'animateur de la course. Tandis que son coéquipier Vincent Barteau prend le maillot jaune le 3 juillet (il le gardera jusqu'au 15), Fignon frappe d'abord un grand coup dans le 1er contre-la-montre, sur le terrain supposé de son adversaire. Dans les Alpes, Fignon est au-dessus de la concurrence. Il exerce sur le Tour 1984 une domination à l'égal du Merckx des grandes années et remporte cinq étapes. Bernard Hinault, deuxième à Paris, finit à plus de dix minutes au général. À noter la première victoire d'un Sud-Américain sur le Tour avec le succès de Luis Herrera à l'Alpe d'Huez, tandis que Greg LeMond est le premier Américain à monter sur le podium.

## Étapes

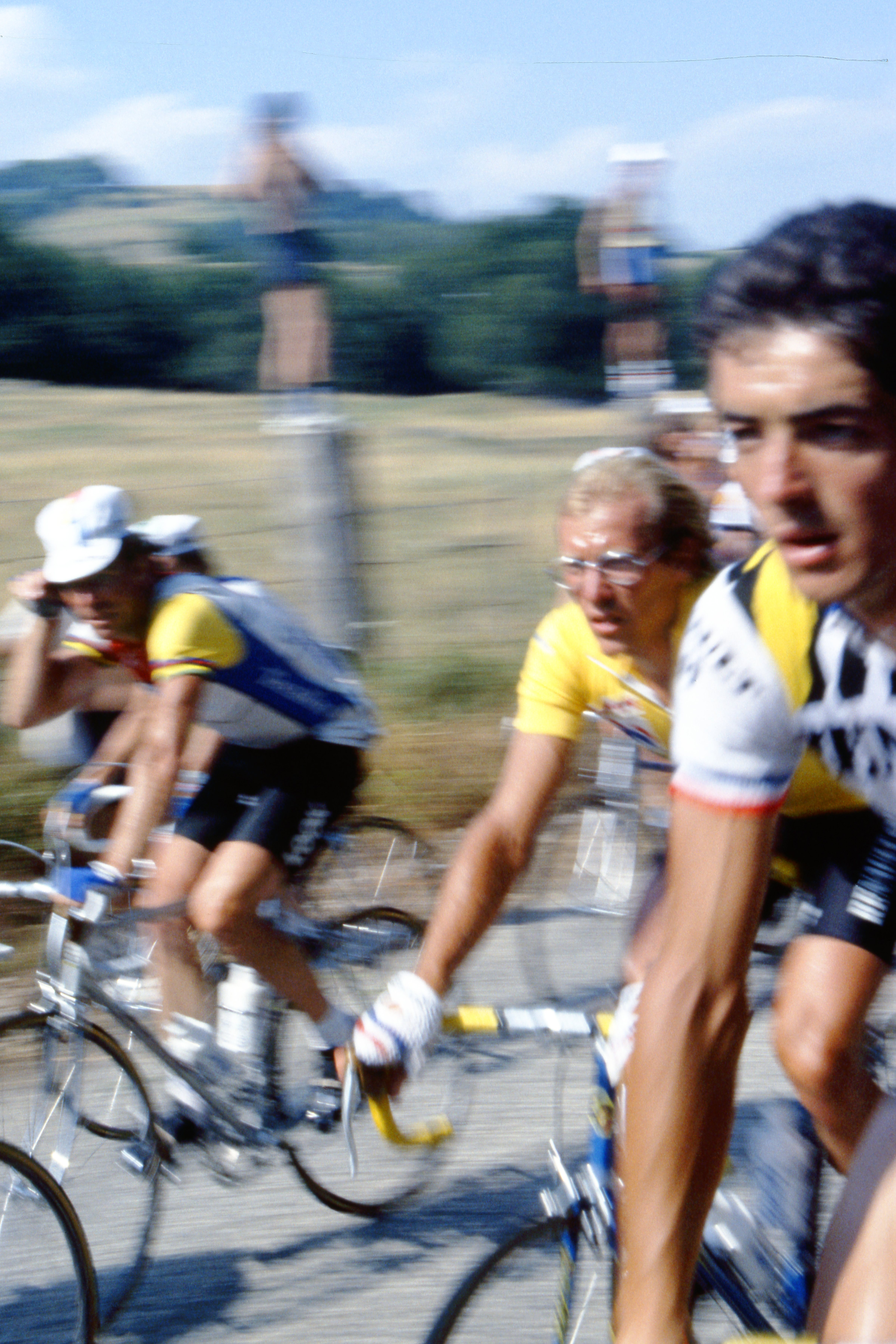
Laurent Fignon (maillot jaune) remporte très facilement ce Tour de France 1984.

| Étape,    | Date        | Villes étapes                                    |                                         | Distance (km)    | Vainqueur d’étape      | Leader du classement général |
| --------- | ----------- | ------------------------------------------------ | --------------------------------------- | ---------------- | ---------------------- | ---------------------------- |
| Prologue  | 29 juin     | Montreuil – Noisy-le-Sec                         | Contre-la-montre individuel             | 5,4              | Bernard Hinault        | Bernard Hinault              |
| 1re étape | 30 juin     | Bondy – Saint-Denis                              | Étape de plaine                         | 148,5            | Frank Hoste            | Ludo Peeters                 |
| 2e étape  | 1er juillet | Bobigny – Louvroil                               | Étape de plaine                         | 249              | Marc Madiot            | Jacques Hanegraaf            |
| 3e étape  | 2 juillet   | Louvroil – Valenciennes                          | Contre-la-montre par équipes            | 51               | Renault-Elf            | Jacques Hanegraaf            |
| 4e étape  | 2 juillet   | Valenciennes – Béthune                           | Étape de plaine                         | 83               | Ferdi Van Den Haute    | Adrie van der Poel           |
| 5e étape  | 3 juillet   | Béthune – Cergy-Pontoise                         | Étape de plaine                         | 207              | Paulo Ferreira         | Vincent Barteau              |
| 6e étape  | 4 juillet   | Cergy-Pontoise – Alençon                         | Étape de plaine                         | 202              | Frank Hoste            | Vincent Barteau              |
| 7e étape  | 5 juillet   | Alençon – Le Mans                                | Contre-la-montre individuel             | 67               | Laurent Fignon         | Vincent Barteau              |
| 8e étape  | 6 juillet   | Le Mans – Nantes                                 | Étape de plaine                         | 192              | Pascal Jules           | Vincent Barteau              |
| 9e étape  | 7 juillet   | Nantes – Bordeaux                                | Étape de plaine                         | 338              | Jan Raas               | Vincent Barteau              |
| 10e étape | 8 juillet   | Langon – Pau                                     | Étape de plaine                         | 198              | Eric Vanderaerden      | Vincent Barteau              |
| 11e étape | 9 juillet   | Pau – Guzet-Neige                                | Étape de montagne                       | 226,5            | Robert Millar          | Vincent Barteau              |
| 12e étape | 10 juillet  | Saint-Girons – Blagnac                           | Étape de plaine                         | 111              | Pascal Poisson         | Vincent Barteau              |
| 13e étape | 11 juillet  | Blagnac – Rodez                                  | Étape de plaine                         | 220,5            | Pierre-Henri Menthéour | Vincent Barteau              |
| 14e étape | 12 juillet  | Rodez – Domaine du Château de Rouret             | Étape accidentée                        | 227,5            | Alfons De Wolf         | Vincent Barteau              |
| 15e étape | 13 juillet  | Domaine du Château de Rouret – Grenoble          | Étape accidentée                        | 241,5            | Frédéric Vichot        | Vincent Barteau              |
|           | 14 juillet  | Grenoble                                         | Jour de repos                           | Journée de repos | Journée de repos       | Journée de repos             |
| 16e étape | 15 juillet  | Les Échelles – La Ruchère                        | Contre-la-montre individuel en montagne | 22               | Laurent Fignon         | Vincent Barteau              |
| 17e étape | 16 juillet  | Grenoble – L'Alpe d'Huez                         | Étape de montagne                       | 151              | Luis Herrera           | Laurent Fignon               |
| 18e étape | 17 juillet  | Le Bourg-d'Oisans – La Plagne                    | Étape de montagne                       | 185,5            | Laurent Fignon         | Laurent Fignon               |
| 19e étape | 18 juillet  | La Plagne – Morzine                              | Étape de montagne                       | 186              | Ángel Arroyo           | Laurent Fignon               |
| 20e étape | 19 juillet  | Morzine – Crans-Montana (SUI)                    | Étape de montagne                       | 140,5            | Laurent Fignon         | Laurent Fignon               |
| 21e étape | 20 juillet  | Crans-Montana (SUI) – Villefranche-en-Beaujolais | Étape accidentée                        | 320,5            | Frank Hoste            | Laurent Fignon               |
| 22e étape | 21 juillet  | Villié-Morgon – Villefranche-en-Beaujolais       | Contre-la-montre individuel             | 51               | Laurent Fignon         | Laurent Fignon               |
| 23e étape | 22 juillet  | Pantin – Paris - Champs-Élysées                  | Étape accidentée                        | 196,5            | Eric Vanderaerden      | Laurent Fignon               |

## Classements

### Classement général final
| Classement général | Classement général      | Classement général | Classement général              | Classement général  |
|                    | Coureur                 | Pays               | Équipe                          | Temps               |
| ------------------ | ----------------------- | ------------------ | ------------------------------- | ------------------- |
| 1er                | Laurent Fignon          | France             | Renault-Elf                     | en 112 h 3 min 40 s |
| 2e                 | Bernard Hinault         | France             | La Vie Claire-Terraillon        | + 10 min 32 s       |
| 3e                 | Greg LeMond             | États-Unis         | Renault-Elf                     | + 11 min 46 s       |
| 4e                 | Robert Millar           | Royaume-Uni        | Peugeot-Shell-Michelin          | + 14 min 42 s       |
| 5e                 | Sean Kelly              | Irlande            | Skil-Reydel-Sem-Mavic           | + 16 min 35 s       |
| 6e                 | Ángel Arroyo            | Espagne            | Reynolds                        | + 19 min 22 s       |
| 7e                 | Pascal Simon            | France             | Peugeot-Shell-Michelin          | + 21 min 17 s       |
| 8e                 | Pedro Muñoz             | Espagne            | Teka                            | + 26 min 17 s       |
| 9e                 | Claude Criquielion      | Belgique           | Splendor-Mondial Moquettes-Marc | + 29 min 12 s       |
| 10e                | Phil Anderson           | Australie          | Panasonic                       | + 29 min 16 s       |
| 11e                | Niki Rüttimann          | Suisse             | La Vie Claire-Terraillon        | + 30 min 58 s       |
| 12e                | Rafael Acevedo          | Colombie           | Varta-Colombia                  | + 33 min 32 s       |
| 13e                | Jean-Marie Grezet       | Suisse             | Skil-Reydel-Sem-Mavic           | + 33 min 41 s       |
| 14e                | Éric Caritoux           | France             | Skil-Reydel-Sem-Mavic           | + 36 min 28 s       |
| 15e                | José Patrocinio Jiménez | Colombie           | Teka                            | + 37 min 49 s       |
| 16e                | Gerard Veldscholten     | Pays-Bas           | Panasonic                       | + 41 min 54 s       |
| 17e                | Michel Laurent          | France             | Coop-Hoonved                    | + 44 min 33 s       |
| 18e                | Alfonso Florez          | Colombie           | Varta-Colombia                  | + 45 min 33 s       |
| 19e                | Antonio Agudelo         | Colombie           | Varta-Colombia                  | + 49 min 25 s       |
| 20e                | Bernard Gavillet        | Suisse             | Cilo-Aufina-Crans-Montana       | + 51 min 2 s        |
| 21e                | Pascal Jules            | France             | Renault-Elf                     | + 51 min 53 s       |
| 22e                | Luciano Loro            | Italie             | Carrera-Inoxpran                | + 52 min 37 s       |
| 23e                | Frédéric Vichot         | France             | Skil-Reydel-Sem-Mavic           | + 53 min 18 s       |
| 24e                | Guy Nulens              | Belgique           | Panasonic                       | + 53 min 25 s       |
| 25e                | Stephen Roche           | Irlande            | La Redoute                      | + 56 min 36 s       |
| modifier           |                         |                    |                                 |                     |

### Classements annexes finals
| Classement par points, | Classement par points,     | Classement par points, | Classement par points,          | Classement par points, |
| ---------------------- | -------------------------- | ---------------------- | ------------------------------- | ---------------------- |
|                        | Coureur                    | Pays                   | Équipe                          | Point(s)               |
| 1er                    | Frank Hoste                | Belgique               | Europ Decor-Boule d'Or          | 322 points             |
| 2e                     | Sean Kelly                 | Irlande                | Skil-Reydel-Sem-Mavic           | 318 pts                |
| 3e                     | Eric Vanderaerden          | Belgique               | Panasonic                       | 247 pts                |
| 4e                     | Leo van Vliet              | Pays-Bas               | Kwantum Hallen-Decosol-Yoko     | 173 pts                |
| 5e                     | Bernard Hinault            | France                 | La Vie Claire-Terraillon        | 146 pts                |
| 6e                     | Laurent Fignon             | France                 | Renault-Elf                     | 143 pts                |
| 7e                     | Francis Castaing           | France                 | Peugeot-Shell-Michelin          | 137 pts                |
| 8e                     | Pascal Jules               | France                 | Renault-Elf                     | 123 pts                |
| 9e                     | Jean-François Rault        | France                 | La Vie Claire-Terraillon        | 83 pts                 |
| 10e                    | Jean-Philippe Vandenbrande | Belgique               | Splendor-Mondial Moquettes-Marc | 80 pts                 |
| modifier               |                            |                        |                                 |                        |

| Classement du meilleur grimpeur, | Classement du meilleur grimpeur, | Classement du meilleur grimpeur, | Classement du meilleur grimpeur, | Classement du meilleur grimpeur, |
| -------------------------------- | -------------------------------- | -------------------------------- | -------------------------------- | -------------------------------- |
|                                  | Coureur                          | Pays                             | Équipe                           | Point(s)                         |
| 1er                              | Robert Millar                    | Royaume-Uni                      | Peugeot-Shell-Michelin           | 284 points                       |
| 2e                               | Laurent Fignon                   | France                           | Renault-Elf                      | 212 pts                          |
| 3e                               | Ángel Arroyo                     | Espagne                          | Reynolds                         | 140 pts                          |
| 4e                               | Luis Herrera                     | Colombie                         | Varta-Colombia                   | 108 pts                          |
| 5e                               | José Patrocinio Jiménez          | Colombie                         | Teka                             | 92 pts                           |
| 6e                               | Bernard Hinault                  | France                           | La Vie Claire-Terraillon         | 89 pts                           |
| 7e                               | Pascal Simon                     | France                           | Peugeot-Shell-Michelin           | 79 pts                           |
| 8e                               | Theo de Rooij                    | Pays-Bas                         | Panasonic                        | 74 pts                           |
| 9e                               | Greg LeMond                      | États-Unis                       | Renault-Elf                      | 69 pts                           |
| 10e                              | Sean Kelly                       | Irlande                          | Skil-Reydel-Sem-Mavic            | 65 pts                           |
| modifier                         |                                  |                                  |                                  |                                  |

| Classement des néophytes, | Classement des néophytes, | Classement des néophytes, | Classement des néophytes, | Classement des néophytes, |
|                           | Coureur                   | Pays                      | Équipe                    | Temps                     |
| ------------------------- | ------------------------- | ------------------------- | ------------------------- | ------------------------- |
| 1er                       | Greg LeMond               | États-Unis                | Renault-Elf               | en 112 h 15 min 26 s      |
| 2e                        | Pedro Muñoz               | Espagne                   | Teka                      | + 14 min 31 s             |
| 3e                        | Niki Rüttimann            | Suisse                    | La Vie Claire-Terraillon  | + 19 min 12 s             |
| 4e                        | Rafael Acevedo            | Colombie                  | Varta-Colombia            | + 21 min 46 s             |
| 5e                        | Antonio Agudelo           | Colombie                  | Varta-Colombia            | + 37 min 39 s             |
| 6e                        | Frédéric Vichot           | France                    | Skil-Reydel-Sem-Mavic     | + 41 min 44 s             |
| 7e                        | Luis Herrera              | Colombie                  | Varta-Colombia            | + 46 min 44 s             |
| 8e                        | Vincent Barteau           | France                    | Renault-Elf               | + 48 min 16 s             |
| 9e                        | Gilles Mas                | France                    | Skil-Reydel-Sem-Mavic     | + 53 min 52 s             |
| 10e                       | Jérôme Simon              | France                    | La Redoute                | + 1 h 4 min 47 s          |
| modifier                  |                           |                           |                           |                           |

| Classement des sprints intermédiaires, | Classement des sprints intermédiaires, | Classement des sprints intermédiaires, | Classement des sprints intermédiaires, | Classement des sprints intermédiaires, |
| -------------------------------------- | -------------------------------------- | -------------------------------------- | -------------------------------------- | -------------------------------------- |
|                                        | Coureur                                | Pays                                   | Équipe                                 | Point(s)                               |
| 1er                                    | Jacques Hanegraaf                      | Pays-Bas                               | Kwantum Hallen-Decosol-Yoko            | 155 points                             |
| 2e                                     | Bernard Hinault                        | France                                 | La Vie Claire-Terraillon               | 52 pts                                 |
| 3e                                     | Laurent Fignon                         | France                                 | Renault-Elf                            | 51 pts                                 |
| 4e                                     | Phil Anderson                          | Australie                              | Panasonic                              | 47 pts                                 |
| 5e                                     | Sean Kelly                             | Irlande                                | Skil-Reydel-Sem-Mavic                  | 47 pts                                 |
| 6e                                     | Alain Bondue                           | France                                 | La Redoute                             | 42 pts                                 |
| 7e                                     | Alfons De Wolf                         | Belgique                               | Europ Decor-Boule d'Or                 | 37 pts                                 |
| 8e                                     | Pascal Jules                           | France                                 | Renault-Elf                            | 34 pts                                 |
| 9e                                     | Dominique Garde                        | France                                 | Peugeot-Shell-Michelin                 | 34 pts                                 |
| 10e                                    | Ludo Peeters                           | Belgique                               | Kwantum Hallen-Decosol-Yoko            | 32 pts                                 |
| modifier                               |                                        |                                        |                                        |                                        |

| Classement par équipes, | Classement par équipes,         | Classement par équipes, | Classement par équipes, |
|                         | Équipe                          | Pays                    | Temps                   |
| ----------------------- | ------------------------------- | ----------------------- | ----------------------- |
| 1re                     | Renault-Elf                     | France                  | en 336 h 31 min 16 s    |
| 2e                      | Skil-Reydel-Sem-Mavic           | France                  | + 46 min 44 s           |
| 3e                      | Reynolds                        | Espagne                 | + 57 min 58 s           |
| 4e                      | Peugeot-Shell-Michelin          | France                  | + 1 h 1 min 57 s        |
| 5e                      | La Vie Claire-Terraillon        | France                  | + 1 h 15 min 59 s       |
| 6e                      | Varta-Colombia                  | Colombie                | + 1 h 25 min 2 s        |
| 7e                      | Panasonic                       | Pays-Bas                | + 1 h 31 min 9 s        |
| 8e                      | Teka                            | Espagne                 | + 1 h 39 min 47 s       |
| 9e                      | Splendor-Mondial Moquettes-Marc | Belgique                | + 2 h 21 min 37 s       |
| 10e                     | Cilo-Aufina-Crans-Montana       | Suisse                  | + 2 h 50 min 56 s       |
| modifier                |                                 |                         |                         |

| Classement par équipes par points, | Classement par équipes par points, | Classement par équipes par points, | Classement par équipes par points, | Classement par équipes par points, |
|                                    | Équipes                            | Pays                               |                                    | Point(s)                           |
| ---------------------------------- | ---------------------------------- | ---------------------------------- | ---------------------------------- | ---------------------------------- |
| 1re                                | Panasonic                          | Pays-Bas                           |                                    | 1 159                              |
| 2e                                 | Renault-Elf                        | France                             |                                    | 1 318                              |
| 3e                                 | Peugeot-Shell-Michelin             | France                             |                                    | 1 322                              |
| 4e                                 | Skil-Reydel-Sem-Mavic              | France                             |                                    | 1 371                              |
| 5e                                 | La Vie Claire-Terraillon           | France                             |                                    | 1 506                              |
| 6e                                 | Kwantum Hallen-Decosol-Yoko        | Pays-Bas                           |                                    | 2 048                              |
| 7e                                 | Reynolds                           | Espagne                            |                                    | 2 136                              |
| 8e                                 | Splendor-Mondial Moquettes-Marc    | Belgique                           |                                    | 2 162                              |
| 9e                                 | Coop-Hoonved                       | France                             |                                    | 2 224                              |
| 10e                                | Teka                               | Espagne                            |                                    | 2 433                              |
| modifier                           |                                    |                                    |                                    |                                    |

### Évolution des classements
| Étape              | Vainqueur              | Classement général | Classement par points | Classement de la montagne | Classement du meilleur jeune | Classement du combiné | Classement des sprints intermédiaires | Classements par équipes | Classements par équipes | Prix de la combativité |
| Étape              | Vainqueur              | Classement général | Classement par points | Classement de la montagne | Classement du meilleur jeune | Classement du combiné | Classement des sprints intermédiaires | Au temps                | Aux points              | Prix de la combativité |
| ------------------ | ---------------------- | ------------------ | --------------------- | ------------------------- | ---------------------------- | --------------------- | ------------------------------------- | ----------------------- | ----------------------- | ---------------------- |
| P                  | Bernard Hinault        | Bernard Hinault    | Bernard Hinault       | non décerné               | Allan Peiper                 | Bernard Hinault       | non décerné                           | Renault-Elf             | La Redoute              | non décerné            |
| 1                  | Frank Hoste            | Ludo Peeters       | Frank Hoste           | Ludo Peeters              | Allan Peiper                 | Frank Hoste           | Ludo Peeters                          | Renault-Elf             | Peugeot-Shell-Michelin  | Ludo Peeters           |
| 2                  | Marc Madiot            | Jacques Hanegraaf  | Jean-François Rault   | Ludo Peeters              | Jacques Hanegraaf            | Adri van der Poel     | Jacques Hanegraaf                     | Renault-Elf             | Peugeot-Shell-Michelin  | non décerné            |
| 3                  | Renault-Elf            | Jacques Hanegraaf  | Jean-François Rault   | Ludo Peeters              | Jacques Hanegraaf            | Adri van der Poel     | Jacques Hanegraaf                     | Renault-Elf             | Peugeot-Shell-Michelin  | non décerné            |
| 4                  | Ferdi Van Den Haute    | Adri van der Poel  | Jean-François Rault   | Ludo Peeters              | Jacques Hanegraaf            | Adri van der Poel     | Jacques Hanegraaf                     | Renault-Elf             | Panasonic               | Ferdi Van Den Haute    |
| 5                  | Paulo Ferreira         | Vincent Barteau    | Frank Hoste           | Ludo Peeters              | Vincent Barteau              | Maurice Le Guilloux   | Jacques Hanegraaf                     | Renault-Elf             | Panasonic               | Paulo Ferreira         |
| 6                  | Frank Hoste            | Vincent Barteau    | Frank Hoste           | Ludo Peeters              | Vincent Barteau              | Maurice Le Guilloux   | Phil Anderson                         | Renault-Elf             | Panasonic               | non décerné            |
| 7                  | Laurent Fignon         | Vincent Barteau    | Frank Hoste           | Ludo Peeters              | Vincent Barteau              | Maurice Le Guilloux   | Phil Anderson                         | Renault-Elf             | Panasonic               | non décerné            |
| 8                  | Pascal Jules           | Vincent Barteau    | Frank Hoste           | Ludo Peeters              | Vincent Barteau              | Maurice Le Guilloux   | Phil Anderson                         | Renault-Elf             | Panasonic               | Alain Bondue           |
| 9                  | Jan Raas               | Vincent Barteau    | Frank Hoste           | Ludo Peeters              | Vincent Barteau              | Maurice Le Guilloux   | Jacques Hanegraaf                     | Renault-Elf             | Panasonic               | Régis Clère            |
| 10                 | Eric Vanderaerden      | Vincent Barteau    | Frank Hoste           | Ludo Peeters              | Vincent Barteau              | Maurice Le Guilloux   | Jacques Hanegraaf                     | Renault-Elf             | Panasonic               | Theo de Rooij          |
| 11                 | Robert Millar          | Vincent Barteau    | Frank Hoste           | Jean-René Bernaudeau      | Vincent Barteau              | Vincent Barteau       | Jacques Hanegraaf                     | Renault-Elf             | Panasonic               | Jean-René Bernaudeau   |
| 12                 | Pascal Poisson         | Vincent Barteau    | Frank Hoste           | Jean-René Bernaudeau      | Vincent Barteau              | Vincent Barteau       | Jacques Hanegraaf                     | Renault-Elf             | Panasonic               | Bernard Hinault        |
| 13                 | Pierre-Henri Menthéour | Vincent Barteau    | Frank Hoste           | Jean-René Bernaudeau      | Vincent Barteau              | Vincent Barteau       | Jacques Hanegraaf                     | Renault-Elf             | Panasonic               | Dominique Garde        |
| 14                 | Alfons De Wolf         | Vincent Barteau    | Frank Hoste           | Jean-René Bernaudeau      | Vincent Barteau              | Vincent Barteau       | Jacques Hanegraaf                     | Renault-Elf             | Panasonic               | Alfons De Wolf         |
| 15                 | Frédéric Vichot        | Vincent Barteau    | Frank Hoste           | Jean-René Bernaudeau      | Vincent Barteau              | Vincent Barteau       | Jacques Hanegraaf                     | Renault-Elf             | Panasonic               | Michel Laurent         |
| 16                 | Laurent Fignon         | Vincent Barteau    | Frank Hoste           | Jean-René Bernaudeau      | Vincent Barteau              | Vincent Barteau       | Jacques Hanegraaf                     | Renault-Elf             | Panasonic               | non décerné            |
| 17                 | Luis Herrera           | Laurent Fignon     | Frank Hoste           | Robert Millar             | Vincent Barteau              | Robert Millar         | Jacques Hanegraaf                     | Renault-Elf             | Panasonic               | Bernard Hinault        |
| 18                 | Laurent Fignon         | Laurent Fignon     | Frank Hoste           | Robert Millar             | Greg LeMond                  | Laurent Fignon        | Jacques Hanegraaf                     | Renault-Elf             | Panasonic               | Francisco Rodríguez    |
| 19                 | Ángel Arroyo           | Laurent Fignon     | Frank Hoste           | Robert Millar             | Greg LeMond                  | Laurent Fignon        | Jacques Hanegraaf                     | Renault-Elf             | Panasonic               | Jérôme Simon           |
| 20                 | Laurent Fignon         | Laurent Fignon     | Frank Hoste           | Robert Millar             | Greg LeMond                  | Laurent Fignon        | Jacques Hanegraaf                     | Renault-Elf             | Panasonic               | Henk Lubberding        |
| 21                 | Frank Hoste            | Laurent Fignon     | Frank Hoste           | Robert Millar             | Greg LeMond                  | Laurent Fignon        | Jacques Hanegraaf                     | Renault-Elf             | Panasonic               |                        |
| 22                 | Laurent Fignon         | Laurent Fignon     | Sean Kelly            | Robert Millar             | Greg LeMond                  | Laurent Fignon        | Jacques Hanegraaf                     | Renault-Elf             | Panasonic               | non décerné            |
| 23                 | Eric Vanderaerden      | Laurent Fignon     | Frank Hoste           | Robert Millar             | Greg LeMond                  | Laurent Fignon        | Jacques Hanegraaf                     | Renault-Elf             | Panasonic               |                        |
| Classements finals | Classements finals     | Laurent Fignon     | Frank Hoste           | Robert Millar             | Greg LeMond                  | Laurent Fignon        | Jacques Hanegraaf                     | Renault-Elf             | Panasonic               | Bernard Hinault        |

## Liste des coureurs
La liste ci-dessous présente les coureurs inscrits par numéro de dossard.
| Légende | Légende                                                                    | Légende | Légende                                                    |
| ------- | -------------------------------------------------------------------------- | ------- | ---------------------------------------------------------- |
| Num     | Dossard de départ porté par le coureur sur ce Tour                         | Pos     | Position à l'arrivée de la course                          |
|         | Indique un maillot de champion national ou mondial, suivi de sa spécialité | NP      | Indique un coureur qui n'a pas pris le départ de la course |
| AB      | Indique un coureur qui n'a pas terminé la course                           | HD      | Indique un coureur qui a terminé la course hors des délais |

| Renault-Elf                                              | Renault-Elf                  | Renault-Elf |
| -------------------------------------------------------- | ---------------------------- | ----------- |
| Num                                                      | Coureur                      | Pos         |
| 1                                                        | Laurent Fignon (FRA)         | 1er         |
| 2                                                        | Vincent Barteau (FRA)        | 28e         |
| 3                                                        | Lucien Didier (LUX)          | 72e         |
| 4                                                        | Dominique Gaigne (FRA)       | 121e        |
| 5                                                        | Pascal Jules (FRA)           | 21e         |
| 6                                                        | Marc Madiot (FRA)            | 35e         |
| 7                                                        | Yvon Madiot (FRA)            | 46e         |
| 8                                                        | Pierre-Henri Menthéour (FRA) | 55e         |
| 9                                                        | Pascal Poisson (FRA)         | 80e         |
| 10                                                       | Greg LeMond (USA)            | 3e          |
| Directeurs sportifs : Cyrille Guimard et Bernard Quilfen |                              |             |

| Reynolds                                                     | Reynolds                     | Reynolds |
| ------------------------------------------------------------ | ---------------------------- | -------- |
| Num                                                          | Coureur                      | Pos      |
| 11                                                           | Ángel Arroyo (ESP)           | 6e       |
| 12                                                           | Enrique Aja (ESP)            | 51e      |
| 13                                                           | Pedro Delgado (ESP)          | NP-20    |
| 14                                                           | Julián Gorospe (ESP)         | 52e      |
| 15                                                           | Anastasio Greciano (ESP)     | 87e      |
| 16                                                           | Carlos Hernández Bailo (ESP) | 53e      |
| 17                                                           | Jesús Hernández Úbeda (ESP)  | 71e      |
| 18                                                           | José Luis Laguía (ESP)       | 41e      |
| 19                                                           | Celestino Prieto (ESP)       | 34e      |
| 20                                                           | Jaime Vilamajó (ESP)         | HD-15    |
| Directeurs sportifs : José Miguel Echavarri et Eusebio Unzué |                              |          |

| Panasonic                                              | Panasonic                 | Panasonic |
| ------------------------------------------------------ | ------------------------- | --------- |
| Num                                                    | Coureur                   | Pos       |
| 21                                                     | Phil Anderson (AUS)       | 10e       |
| 22                                                     | Ludo De Keulenaer (BEL)   | 92e       |
| 23                                                     | Theo de Rooy (NED)        | 59e       |
| 24                                                     | Henk Lubberding (NED)     | 40e       |
| 25                                                     | Guy Nulens (BEL)          | 24e       |
| 26                                                     | Bert Oosterbosch (NED)    | HD-3      |
| 27                                                     | Eddy Planckaert (BEL)     | AB-12     |
| 28                                                     | Gérard Veldscholten (NED) | 16e       |
| 29                                                     | Eric Vanderaerden (BEL)   | 90e       |
| 30                                                     | Peter Winnen (NED)        | 26e       |
| Directeurs sportifs : Peter Post et Jules De Wever (d) |                           |           |

| La Redoute                                                   | La Redoute                   | La Redoute |
| ------------------------------------------------------------ | ---------------------------- | ---------- |
| Num                                                          | Coureur                      | Pos        |
| 31                                                           | Stephen Roche (IRL)          | 25e        |
| 32                                                           | Robert Alban (FRA)           | 38e        |
| 33                                                           | Alain Bondue (FRA)           | 99e        |
| 34                                                           | Etienne De Wilde (BEL)       | AB-10      |
| 35                                                           | Christian Levavasseur (FRA)  | 110e       |
| 36                                                           | Paul Sherwen (GBR)           | 116e       |
| 37                                                           | Jérôme Simon (FRA)           | 36e        |
| 38                                                           | Régis Simon (FRA)            | 111e       |
| 39                                                           | Jean-Luc Vandenbroucke (BEL) | AB-17      |
| 40                                                           | Ferdi Van Den Haute (BEL)    | 106e       |
| Directeurs sportifs : Bernard Thévenet et Joseph Braeckevelt |                              |            |

| Système U                                                  | Système U                     | Système U |
| ---------------------------------------------------------- | ----------------------------- | --------- |
| Num                                                        | Coureur                       | Pos       |
| 41                                                         | Jean-René Bernaudeau (FRA)    | NP-19     |
| 42                                                         | Patrick Bonnet (FRA)          | 85e       |
| 43                                                         | André Chappuis (FRA)          | 67e       |
| 44                                                         | Marc Durant (FRA)             | 37e       |
| 45                                                         | Yvan Frebert (FRA)            | 69e       |
| 46                                                         | Graham Jones (GBR)            | AB-18     |
| 47                                                         | Martín Ramírez (COL)          | AB-14     |
| 48                                                         | Jean-François Rodriguez (FRA) | AB-11     |
| 49                                                         | Christian Seznec (FRA)        | AB-17     |
| 50                                                         | Claude Vincendeau (FRA)       | HD-3      |
| Directeurs sportifs : Marcel Boishardy et Henri Vincendeau |                               |           |

| Skil-Reydel-Sem-Mavic                                   | Skil-Reydel-Sem-Mavic      | Skil-Reydel-Sem-Mavic |
| ------------------------------------------------------- | -------------------------- | --------------------- |
| Num                                                     | Coureur                    | Pos                   |
| 51                                                      | Sean Kelly (IRL)           | 5e                    |
| 52                                                      | Jean-Claude Bagot (FRA)    | NP-7                  |
| 53                                                      | Jonathan Boyer (USA)       | 31e                   |
| 54                                                      | Éric Caritoux (FRA)        | 14e                   |
| 55                                                      | Patrick Clerc (FRA)        | 79e                   |
| 56                                                      | Guy Gallopin (FRA)         | 63e                   |
| 57                                                      | Jean-Marie Grezet (SUI)    | 13e                   |
| 58                                                      | Gilles Mas (FRA)           | 29e                   |
| 59                                                      | Patrick Moerlen (de) (SUI) | 96e                   |
| 60                                                      | Frédéric Vichot (FRA)      | 23e                   |
| Directeurs sportifs : Jean de Gribaldy et Brick Schotte |                            |                       |

| Peugeot-Shell-Michelin                               | Peugeot-Shell-Michelin | Peugeot-Shell-Michelin |
| ---------------------------------------------------- | ---------------------- | ---------------------- |
| Num                                                  | Coureur                | Pos                    |
| 61                                                   | Pascal Simon (FRA)     | 7e                     |
| 62                                                   | Jacques Bossis (FRA)   | 102e                   |
| 63                                                   | Bernard Bourreau (FRA) | 86e                    |
| 64                                                   | Frédéric Brun (FRA)    | 89e                    |
| 65                                                   | Francis Castaing (FRA) | 105e                   |
| 66                                                   | Dominique Garde (FRA)  | 33e                    |
| 67                                                   | Hubert Linard (FRA)    | 112e                   |
| 68                                                   | Robert Millar (GBR)    | 4e                     |
| 69                                                   | Allan Peiper (AUS)     | 95e                    |
| 70                                                   | Sean Yates (GBR)       | 91e                    |
| Directeurs sportifs : Roland Berland et Roger Legeay |                        |                        |

| Sporting-Raposeira (en)               | Sporting-Raposeira (en)      | Sporting-Raposeira (en) |
| ------------------------------------- | ---------------------------- | ----------------------- |
| Num                                   | Coureur                      | Pos                     |
| 71                                    | Marco Chagas (POR)           | 77e                     |
| 72                                    | Michel Charréard (FRA)       | 117e                    |
| 73                                    | Eduardo Correia (POR)        | 118e                    |
| 74                                    | Alain Dithurbide (FRA)       | 83e                     |
| 75                                    | Benedito Ferreira (en) (POR) | HD-12                   |
| 76                                    | Paulo Ferreira (POR)         | HD-18                   |
| 77                                    | Carlos Marta (en) (POR)      | 122e                    |
| 78                                    | Patrice Thévenard (FRA)      | 115e                    |
| 79                                    | José Xavier (en) (POR)       | 119e                    |
| 80                                    | Manuel Zeferino (POR)        | 94e                     |
| Directeur sportif : Emídio Pinto (pt) |                              |                         |

| Teka                                                              | Teka                             | Teka  |
| ----------------------------------------------------------------- | -------------------------------- | ----- |
| Num                                                               | Coureur                          | Pos   |
| 81                                                                | Pedro Muñoz (ESP)                | 8e    |
| 82                                                                | Bernardo Alfonsel (ESP)          | 98e   |
| 83                                                                | Antonio Coll (ESP)               | 66e   |
| 84                                                                | Edgar Corredor (COL)             | AB-11 |
| 85                                                                | Noël Dejonckheere (BEL)          | AB-17 |
| 86                                                                | Reimund Dietzen (RFA)            | 64e   |
| 87                                                                | Federico Echave (ESP)            | 39e   |
| 88                                                                | José Patrocinio Jiménez (COL)    | 15e   |
| 89                                                                | René Martens (BEL)               | 68e   |
| 90                                                                | Modesto Urrutibeazcoa (eu) (ESP) | 120e  |
| Directeurs sportifs : Luis Ocaña et José Antonio González Linares |                                  |       |

| Splendor-Mondial Moquettes-Marc                              | Splendor-Mondial Moquettes-Marc  | Splendor-Mondial Moquettes-Marc |
| ------------------------------------------------------------ | -------------------------------- | ------------------------------- |
| Num                                                          | Coureur                          | Pos                             |
| 91                                                           | Claude Criquielion (BEL)         | 9e                              |
| 92                                                           | Hendrik Devos (BEL)              | 88e                             |
| 93                                                           | Rudy Dhaenens (BEL)              | AB-17                           |
| 94                                                           | Rudy Matthijs (BEL)              | AB-10                           |
| 95                                                           | Francisco Rodríguez (COL)        | 45e                             |
| 96                                                           | Rudy Rogiers (BEL)               | HD-18                           |
| 97                                                           | Jean-Philippe Vandenbrande (BEL) | 42e                             |
| 98                                                           | Gery Verlinden (BEL)             | NP-11                           |
| 99                                                           | Patrick Versluys (BEL)           | AB-10                           |
| 100                                                          | Pablo Wilches (COL)              | NP-21                           |
| Directeurs sportifs : Albert De Kimpe (d) et Luc Landuyt (d) |                                  |                                 |

| Coop-Hoonved                                                      | Coop-Hoonved                | Coop-Hoonved |
| ----------------------------------------------------------------- | --------------------------- | ------------ |
| Num                                                               | Coureur                     | Pos          |
| 101                                                               | Kim Andersen (DEN)          | 50e          |
| 102                                                               | Pierre Bazzo (FRA)          | AB-11        |
| 103                                                               | Serge Beucherie (FRA)       | NP-7         |
| 104                                                               | Régis Clère (FRA)           | NP-20        |
| 105                                                               | Jean-François Chaurin (FRA) | AB-17        |
| 106                                                               | Jean-Luc Garnier (FRA)      | HD-17        |
| 107                                                               | Jean-Louis Gauthier (FRA)   | 97e          |
| 108                                                               | Michel Laurent (FRA)        | 17e          |
| 109                                                               | Pierre Le Bigaut (FRA)      | 44e          |
| 110                                                               | Claude Moreau (FRA)         | 114e         |
| Directeurs sportifs : Jean-Pierre Danguillaume et Claude Deschamp |                             |              |

| Cilo-Aufina-Crans-Montana               | Cilo-Aufina-Crans-Montana      | Cilo-Aufina-Crans-Montana |
| --------------------------------------- | ------------------------------ | ------------------------- |
| Num                                     | Coureur                        | Pos                       |
| 111                                     | Beat Breu (SUI)                | 43e                       |
| 112                                     | Thierry Bolle (en) (SUI)       | AB-11                     |
| 113                                     | Serge Demierre (SUI)           | NP-5                      |
| 114                                     | Antonio Ferretti (en) (SUI)    | 61e                       |
| 115                                     | Bernard Gavillet (SUI)         | 20e                       |
| 116                                     | Gilbert Glaus (SUI)            | 124e                      |
| 117                                     | Erich Maechler (SUI)           | 84e                       |
| 118                                     | Marcel Russenberger (en) (SUI) | 123e                      |
| 119                                     | Julius Thalmann (SUI)          | AB-18                     |
| 120                                     | Urs Zimmermann (SUI)           | 58e                       |
| Directeur sportif : Auguste Girard (de) |                                |                           |

| Kwantum Hallen-Decosol-Yoko                                   | Kwantum Hallen-Decosol-Yoko | Kwantum Hallen-Decosol-Yoko |
| ------------------------------------------------------------- | --------------------------- | --------------------------- |
| Num                                                           | Coureur                     | Pos                         |
| 121                                                           | Joop Zoetemelk (NED)        | 30e                         |
| 122                                                           | Jacques Hanegraaf (NED)     | 101e                        |
| 123                                                           | Hennie Kuiper (NED)         | 56e                         |
| 124                                                           | Henri Manders (NED)         | 107e                        |
| 125                                                           | Ludo Peeters (BEL)          | 57e                         |
| 126                                                           | Jan Raas (NED)              | AB-11                       |
| 127                                                           | Adrie van der Poel (NED)    | AB-14                       |
| 128                                                           | Adri van Houwelingen (NED)  | AB-14                       |
| 129                                                           | Leo van Vliet (NED)         | 75e                         |
| 130                                                           | Ad Wijnands (NED)           | 108e                        |
| Directeurs sportifs : Guillaume Driessens et Jan Gisbers (nl) |                             |                             |

| La Vie Claire-Terraillon                          | La Vie Claire-Terraillon  | La Vie Claire-Terraillon |
| ------------------------------------------------- | ------------------------- | ------------------------ |
| Num                                               | Coureur                   | Pos                      |
| 131                                               | Bernard Hinault (FRA)     | 2e                       |
| 132                                               | Dominique Arnaud (FRA)    | 54e                      |
| 133                                               | Charly Bérard (FRA)       | 49e                      |
| 134                                               | Christian Jourdan (FRA)   | AB-9                     |
| 135                                               | Maurice Le Guilloux (FRA) | 62e                      |
| 136                                               | Philippe Leleu (FRA)      | AB-18                    |
| 137                                               | Jean-François Rault (FRA) | 82e                      |
| 138                                               | Niki Rüttimann (SUI)      | 11e                      |
| 139                                               | Bernard Vallet (FRA)      | 73e                      |
| 140                                               | Alain Vigneron (FRA)      | 47e                      |
| Directeurs sportifs : Paul Koechli et Jean Moulin |                           |                          |

| Varta-Colombia                                             | Varta-Colombia             | Varta-Colombia |
| ---------------------------------------------------------- | -------------------------- | -------------- |
| Num                                                        | Coureur                    | Pos            |
| 141                                                        | Luis Herrera (COL)         | 27e            |
| 142                                                        | Rafael Acevedo (COL)       | 12e            |
| 143                                                        | Antonio Agudelo (COL)      | 19e            |
| 144                                                        | Samuel Cabrera (COL)       | 32e            |
| 145                                                        | Manuel Cárdenas (es) (COL) | HD-12          |
| 146                                                        | Israel Corredor (COL)      | 78e            |
| 147                                                        | Alfonso Flórez (COL)       | 18e            |
| 148                                                        | Hermán Loayza (es) (COL)   | 60e            |
| 149                                                        | Alfonso López (es) (COL)   | 65e            |
| 150                                                        | Abelardo Ríos (COL)        | NP-7           |
| Directeurs sportifs : Rubén Darío Gómez et Jorge Tenjo (d) |                            |                |

| Europ Decor-Boule d'Or                                  | Europ Decor-Boule d'Or | Europ Decor-Boule d'Or |
| ------------------------------------------------------- | ---------------------- | ---------------------- |
| Num                                                     | Coureur                | Pos                    |
| 151                                                     | Fons De Wolf (BEL)     | 74e                    |
| 152                                                     | Marc Dierickx (BEL)    | 104e                   |
| 153                                                     | Luc Govaerts (BEL)     | 109e                   |
| 154                                                     | Paul Haghedooren (BEL) | AB-11                  |
| 155                                                     | Frank Hoste (BEL)      | 100e                   |
| 156                                                     | Gerrie Knetemann (NED) | 103e                   |
| 157                                                     | Harald Maier (AUT)     | AB-11                  |
| 158                                                     | Marc Sergeant (BEL)    | 48e                    |
| 159                                                     | Marc Somers (BEL)      | AB-11                  |
| 160                                                     | Dirk Wayenberg (BEL)   | AB-14                  |
| Directeurs sportifs : Ronald De Witte et Eddy Stoop (d) |                        |                        |

| Carrera-Inoxpran                                           | Carrera-Inoxpran         | Carrera-Inoxpran |
| ---------------------------------------------------------- | ------------------------ | ---------------- |
| Num                                                        | Coureur                  | Pos              |
| 161                                                        | Giovanni Battaglin (ITA) | NP-11            |
| 162                                                        | Simone Fraccaro (ITA)    | AB-15            |
| 163                                                        | Czesław Lang (POL)       | 93e              |
| 164                                                        | Bruno Leali (ITA)        | 76e              |
| 165                                                        | Luciano Loro (ITA)       | 22e              |
| 166                                                        | Valerio Lualdi (ITA)     | 113e             |
| 167                                                        | Giancarlo Perini (ITA)   | 81e              |
| 168                                                        | Glauco Santoni (ITA)     | 70e              |
| 169                                                        | Carlo Tonon (ITA)        | AB-19            |
| 170                                                        | Roberto Visentini (ITA)  | AB-14            |
| Directeurs sportifs : Davide Boifava et Sandro Quintarelli |                          |                  |